# Кангуванг
Кангуванг (вьет. Cá Ngừ Vàng, рус. Золотой Тунец) — нефтяное месторождение Вьетнама, расположено на шельфе Южно-Китайского моря. Открыто в 2002 году. Начальные запасы нефти составляет 40 млн тонн.
Нефтеносность связана с миоценовыми отложениями.
Оператором месторождения является нефтяная компания Cuu Long Joint Operation Co, в которое входят: PetroVietnam (50 %), ConocoPhillips (23,25 %), KNOC (14,5 %), SK (Южная Корея, 9 %) и Geopetro (Канада, 3,5 %). Добыча нефти в Кангуванге составила в 2006 году 1,15 млн тонн.